# 本多そら
本多 そら（ほんだ そら、1999年12月30日 - ）は、日本のAV女優。C-more ENTERTAINMENT所属。

## 略歴
大学卒業後にネイルの仕事を経て、2024年3月、「2022年9月に中途採用されたSOD女子社員制作部アシスタントプロデューサー」「突然女優さんが来れなかったので代理出演」の肩書、経緯でAVデビュー。デビュー作は2024年の女子社員レーベル作品中3位の売り上げとなった。
社内では「作品の企画出し、監督への発注、撮影の予算組み、スケジュールの調整など、いろんな業務をしています」と述べていた。デビュー以降はラジオ番組を任せられるなどしていたが、2025年3月にSNSで「退社」を報告。
渋谷クロスFM『SODの土曜のお昼からごめんなさい』では2024年6月1日に初出演し、同年8月3日 - 2025年5月3日までアシスタントパーソナリティーを務めた。

## 人物
- 趣味・特技はダンススクールに通っていたヒップホップダンス[1]。ニックネームは「ほんでぃー」。
- 2024年10月時点では「Pikmin Bloom」のため10kmの道のりを3～4時間歩いている[5]。ヒップアップに効果があり、小湊よつ葉は「ピグミン尻」略して「ピグじり」と呼んでいる[5]。

## 作品

### アダルトビデオ
2024年
- 女子社員史上、肉感ある美尻とエロいセックス！ 本多そら AV出演！【圧倒的4K映像でヌク！】（3月20日、SODクリエイト）
- 憧れのAVシチュエーション体験3本番 アシスタントプロデューサー 本多そら【圧倒的4K映像でヌク！】（4月25日、SODクリエイト）[1]
- 超敏感なスケベなマ○コにいきなり突撃！ 巨根チ○ポで即ハメ！3本番 中途入社アシスタントプロデューサー本多そら（5月23日、SODクリエイト）
- イッてもイッても責め続けられる絶頂開発 激イカセ3本番 アシスタントプロデューサー本多そら（6月6日、SODクリエイト）
- 制作部 中途入社2年目 本多そら 全裸業務で顔を真っ赤にしながらも羞恥心を克服！突然始まる公開露出3SEX！！（7月11日、SODクリエイト）
- 本多そら PCよりも乳首をいじった3DAYS SOD女子社員じっくりチクビいじり研究 SOD性科学ラボREPORT18.5（8月8日、SODクリエイト）
- 尻穴露出SEXや放尿実演でビルまるごとAVスタジオなSOD本社を紹介せよ SOD女子社員 本多そら（10月10日、SODクリエイト）
- 実践クンニリングス講習 自身のワギナを舐めさせて感じて指導 SOD女子社員 本多そらがクンニの必要性を問いかける（11月7日、SODクリエイト）
- 本気ノーハンドフェラチオスタイル7コーナー全てしゃぶって試す SOD女子社員 第6回フェラチオシンデレラ選手権運営委員会テストプレイヤー制作部AP本多そら（12月12日、SODクリエイト）

2025年
- 「制服・下着・全裸」でおもてなし またがりオマ○コ航空 SOD女子社員 本多そらビジネスマナー講習便（1月9日、SODクリエイト）
- マジックミラー号初乗車！会社をとび出し青空露出研修 SOD女子社員 制作部 本多そら（2月6日、SODクリエイト）[6]
- SOD女子社員 制作部 本多そら ユーザー様リクエスト【ギャルコス】業務（3月6日、SODクリエイト）
- 初中出し 会社終わりにホテルで朝までずっとマ●コに精子入れっぱなし…合計9発 着床可能性大 SOD女子社員 制作部AP 中途3年目 本多そら（25）（4月10日、SODクリエイト）[7]
- 性欲処理専門セックス外来医院24 親子丼SEX処置や連続SEX処置にもひたむきに笑顔で対応するベテラン看護師の母・美希さんと新人看護師娘・そらさんに密着6挿入・11発射！ 本多そら（5月8日、SODクリエイト）
- 美脚で蒸れ脚 漁師の兄嫁との不倫記録（6月26日、SODクリエイト）
- キラキラした港区女子が俺を毛嫌いするなんて許せない 洗脳エステでリアルダッチワイフドールにして俺の思い通りにしてやる！本多そら（7月10日、SODクリエイト）

## 出演

### テレビ
- ケンコバのバコバコナイト「バコバコSXII」（2025年1月3日 - 1月24日[8]、サンテレビ）

### ラジオ
- SODの土曜のお昼からごめんなさい（2024年6月1日、8月3日 - 2025年5月3日、渋谷クロスFM） - 2024年8月3日よりアシスタントパーソナリティー